# Rickentunnel

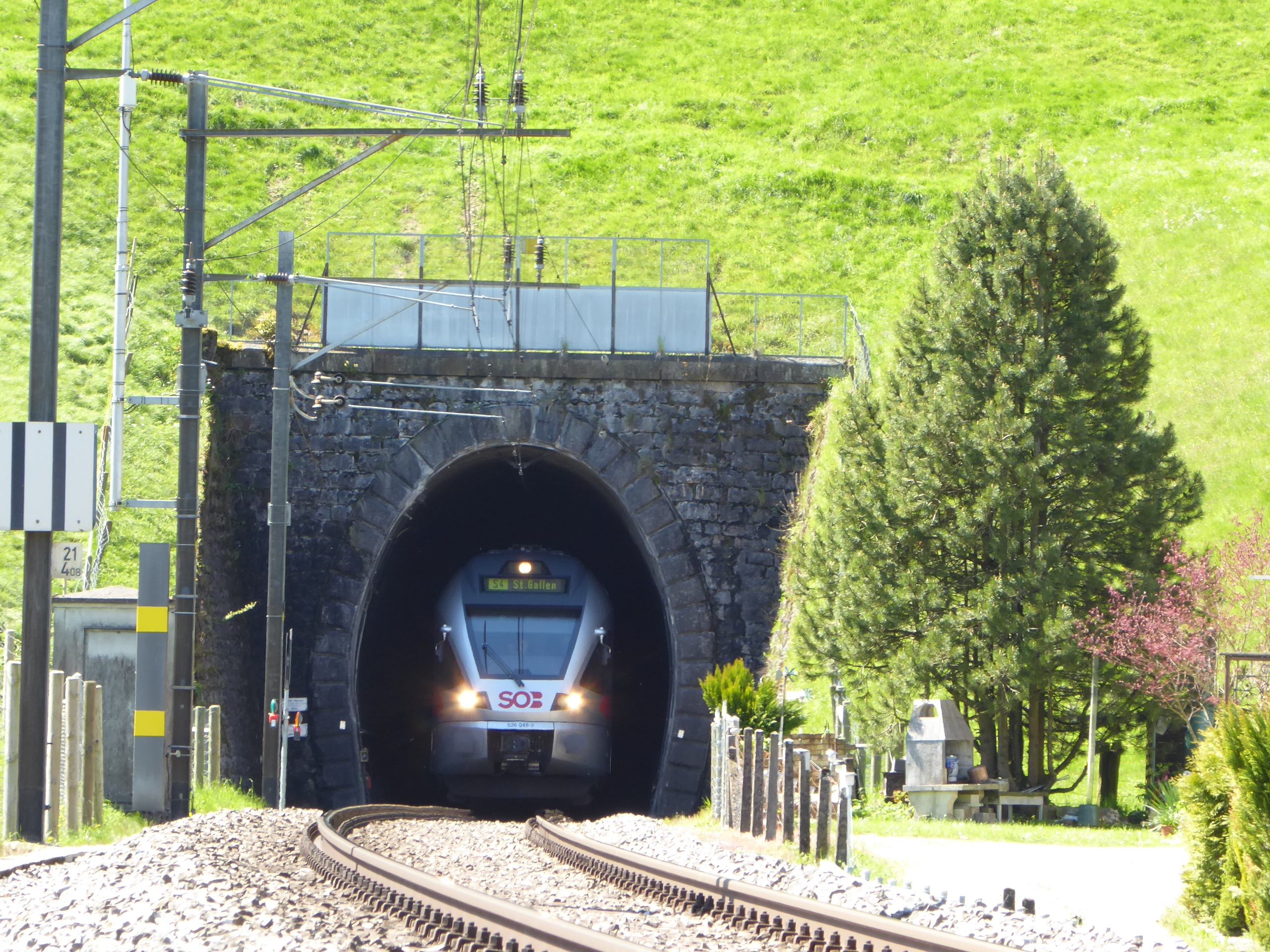
Fahrt eines RABe 526 der SOB (Flirt) aus dem Tunnel auf der Seite Wattwil.

Der Rickentunnel ist ein 8,6 km langer schweizerischer Eisenbahntunnel und liegt unter dem Rickenpass an der SBB-Strecke Uznach–Wattwil.
Der Tunnel ist einspurig ausgelegt, 8604 m lang, hat ein konstantes Gefälle von 15,75 ‰ und ist schnurgerade. Vom nördlichen Tunnelportal bei Wattwil (614 m ü. M.) ist ein schwaches Licht zu sehen: Die Südportalöffnung liegt bei Kaltbrunn SG (483 m ü. M.).

## Vorgeschichte
Beim Bau der Bodensee-Toggenburg-Bahn (BT) von St. Gallen ins Toggenburg kam schon bald der Wunsch auf, eine Verbindung über den Ricken nach Rapperswil herzustellen. Von Seiten der BT und der Stadt Rapperswil bestanden Pläne, von Ebnat-Kappel über den Rickenpass nach Rapperswil eine Bahnlinie zu bauen, dagegen formierte sich aber ein «Eisenbahnkomitee St. Gallen–Zug» mit Unterstützung der Kantonsregierung St. Gallen, Uznacher Bürgern und verschiedenen Politikern für einen Basistunnel von Wattwil nach Kaltbrunn. Ingenieur Lusser arbeitete ein Projekt aus, und am 27. Juni 1890 erhielt das Komitee für die Strecken St. Gallen–Wattwil–Rapperswil und Samstagern–Zug eine Konzession. Da der Kanton St. Gallen sowie Private die hohen Kosten für den Tunnelbau nicht aufbringen konnten oder wollten, wurde nach geschicktem Taktieren der Kantonsregierung der St. Galler Beitrag am Bau der Rickenbahn mit dem Rückkauf der Toggenburgerbahn (Wil–Ebnat-Kappel) durch den Bund verrechnet. Die Verstaatlichung der Vereinigten Schweizerbahnen 1902 zwang die Schweizerischen Bundesbahnen, den mit Verträgen versprochenen Tunnel als Verbindung der Ostschweiz zur Gotthardbahn auf ihre Kosten zu erstellen.

## Bau
Der Tunnelbau startete im Januar 1904. Er erfolgte im Süden mit Sohlstollenvortrieb und im Norden auf den ersten 300 m in belgischer Bauweise mit einem Firststollen. Die Geologie bot keine allzu grossen Probleme, durchfuhr der Tunnel fast nur die untere Süsswassermolasse, bestehend aus weichen Sandsteinbänken, wechselnd mit härteren, standfesten, aber auch mit weichen, von harten Kalksteinbänken durchsetzten Mergeln, die im Allgemeinen nur sehr wenig Druck aufweisen. Die grösste Überlagerung beträgt 570 m. Der Wasserzufluss war gering und betrug im Norden bis 2 l/s und im Süden bis 27 l/s. Störenden Einfluss auf die Bauarbeiten nahmen die mehrfach der Molasse (eingelagerte Braunkohle) entströmenden geruchlosen Methangase, weshalb besondere Vorsichtsmassnahmen nötig waren. Die Förderung fand auf einer Bahn mit 74 cm Spurweite im Stollen mit Pferden, im fertigen Tunnel mit Dampflokomotiven statt. Die Ausmauerung erfolgte durchwegs in Bruchsteinmauerwerk mit hydraulischem Kalkmörtel bzw. Zementmörtel, und die Mauerstärken bewegen sich von 35 bis 70 cm. Der Durchschlag erfolgte am 30. März 1908, 4400 m vom Südausgang entfernt. Der Tunnel konnte am 1. Oktober 1910 in Betrieb genommen werden.

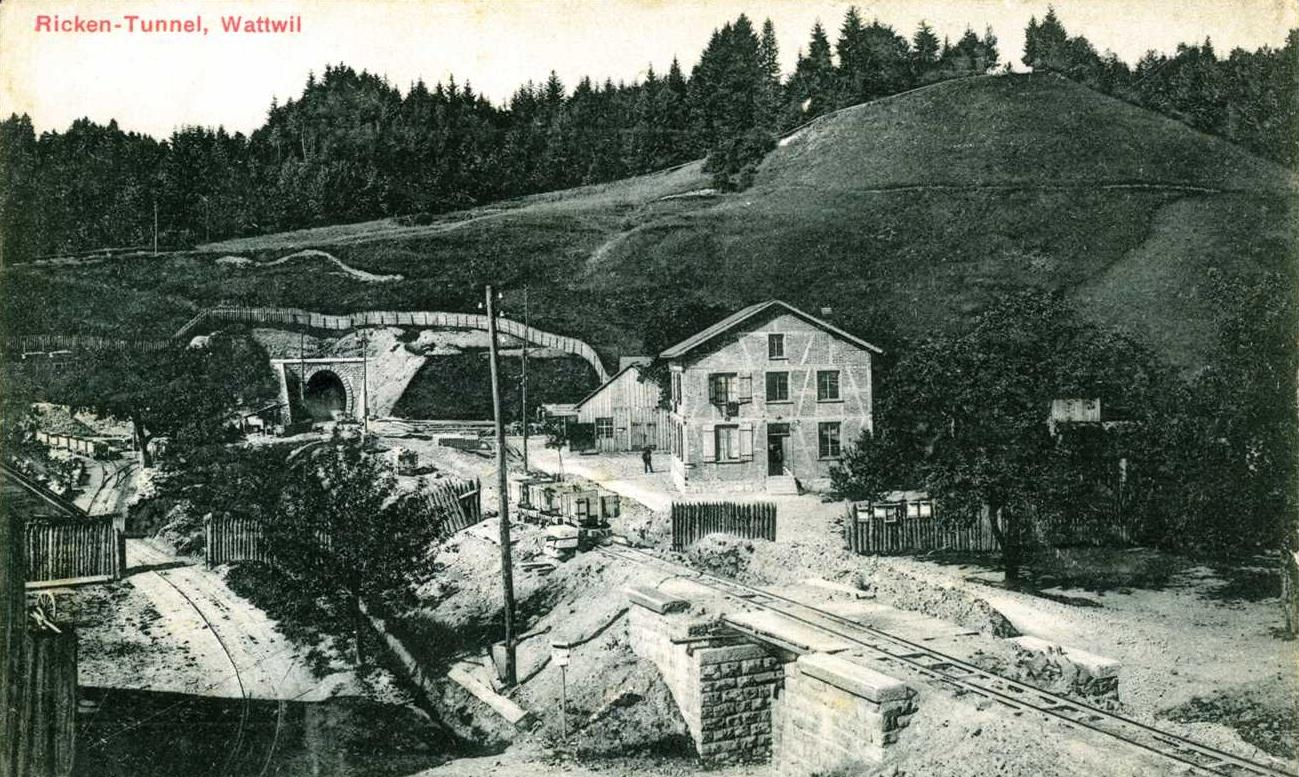
Nordportal Wattwil
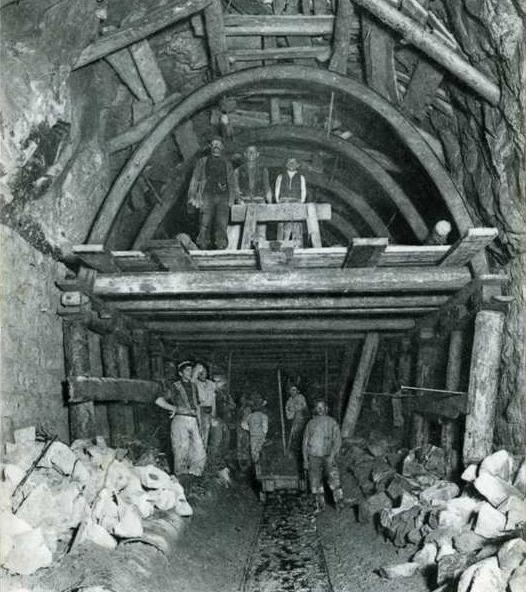
Tunnelgerüst mit Arbeitern auf der Wattwiler Seite
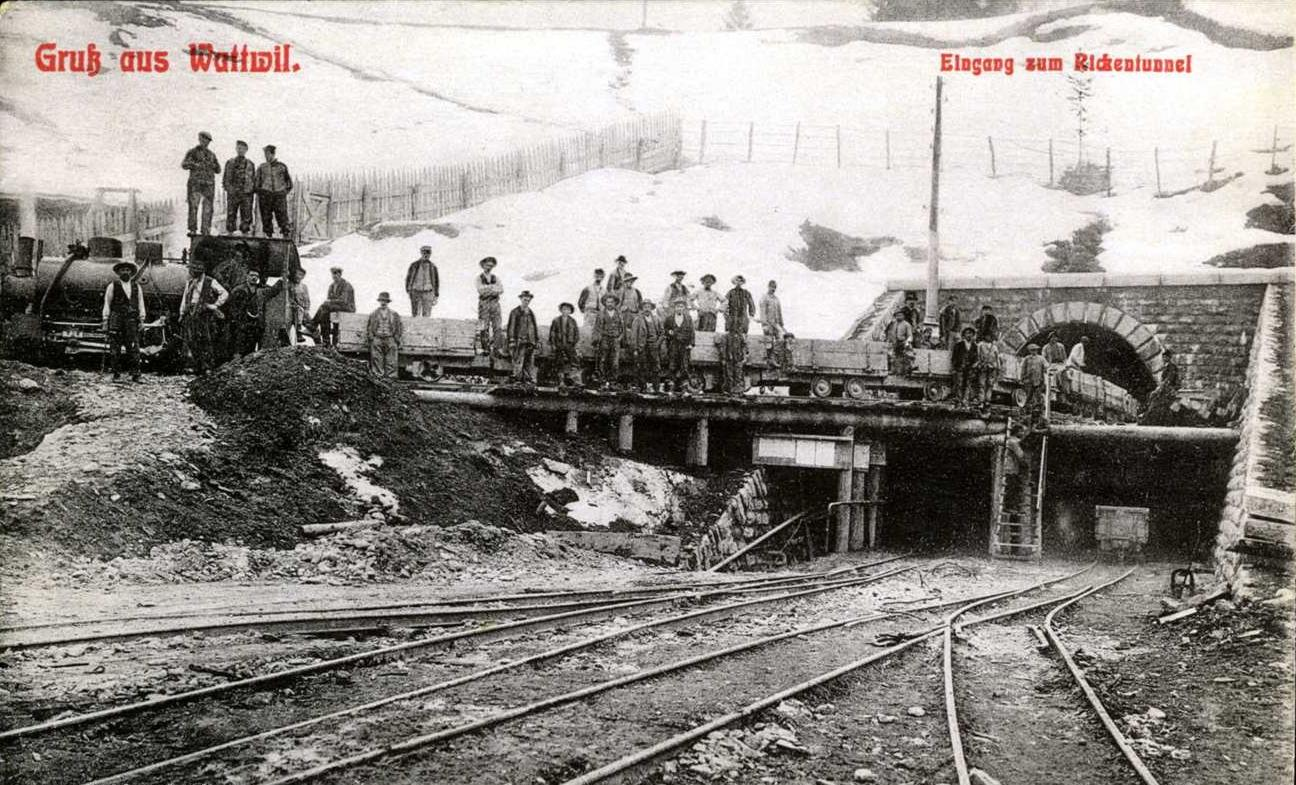
Tunneleingang bei Wattwil
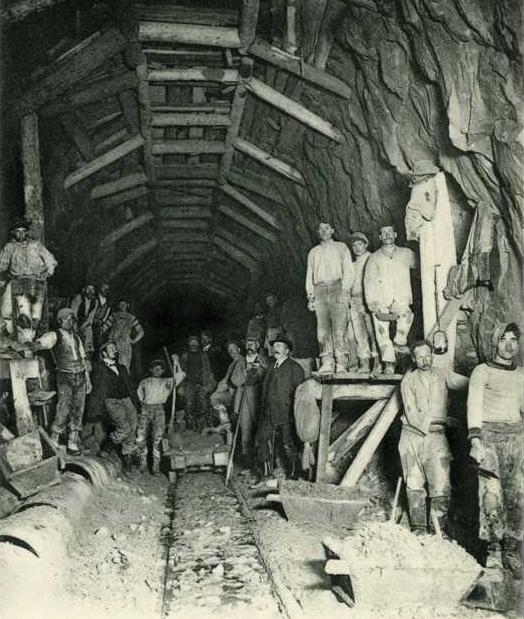
Bauleiter posiert mit Arbeitertruppe
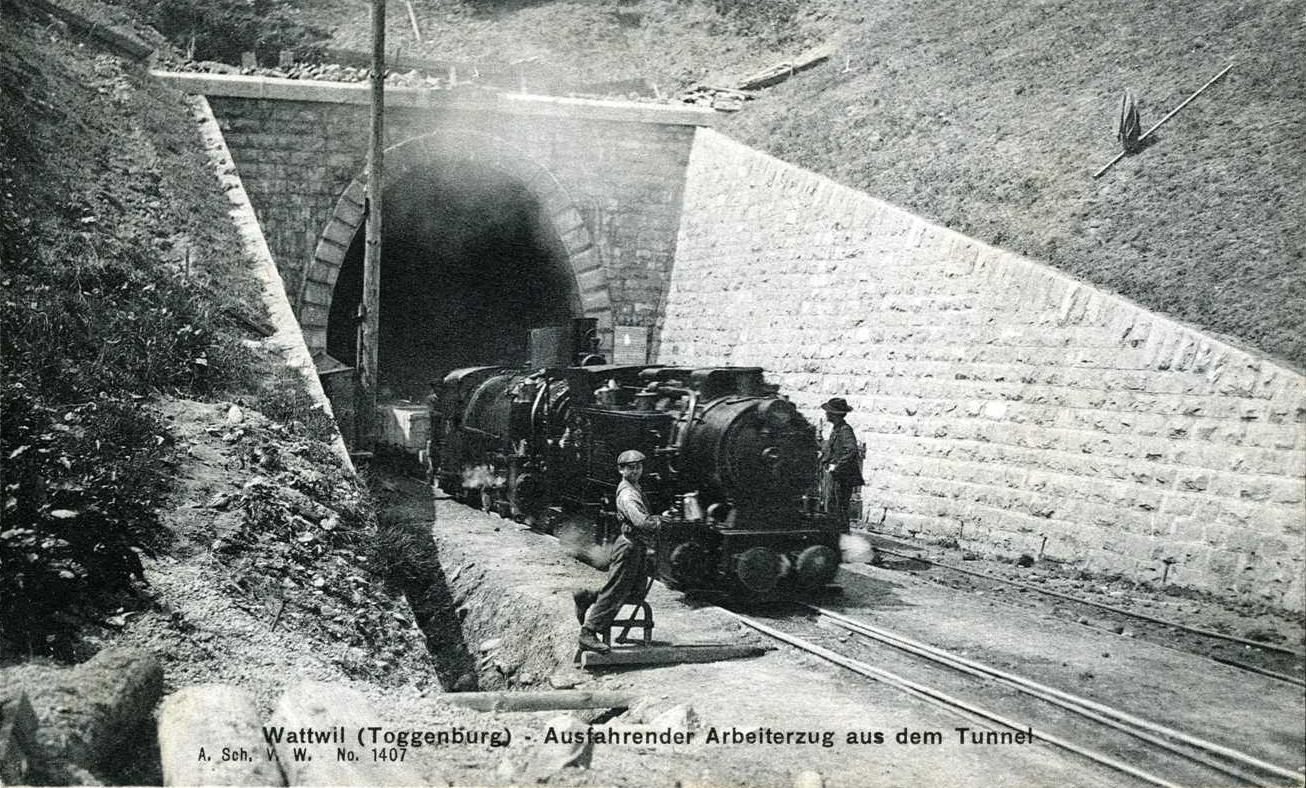
Aus dem Tunnel fahrender Arbeiterzug bei Wattwil
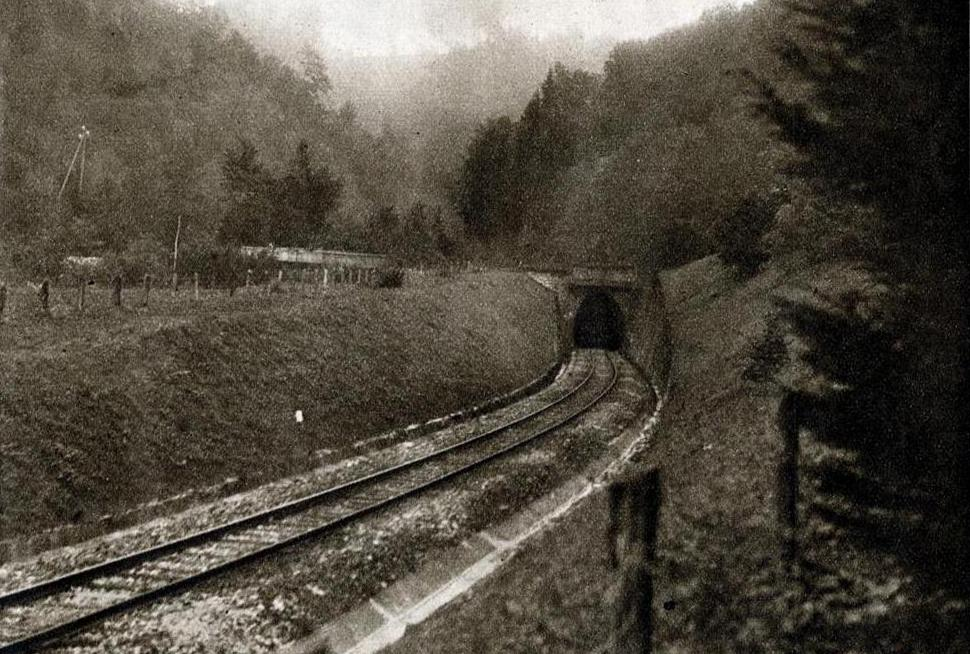
Südportal bei Kaltbrunn, kurz vor der Elektrifizierung

## Eisenbahnunglück vom 4. Oktober 1926
Da eine künstliche Belüftung fehlte, war der Rickentunnel von Anfang an hinsichtlich seiner Vergasungsgefahr während des Dampfbetriebes gehasst und hatte den Übernamen «schiefes Kamin». Das Lokpersonal musste Nase und Mund mit einem feuchten Tuch schützen, das jedoch wirkungslos gegen die Hauptgefahr – das in den Rauchgasen enthaltene Kohlenstoffmonoxid – war.
Am 4. Oktober 1926 fuhr ein Güterzug mit einer SBB B 3/4-Lokomotive bergwärts in den Tunnel ein. In der Lok wurden ungeeignete Briketts mit geringem Heizwert verfeuert, woraufhin der Zug wegen Dampfmangels im Tunnel steckenblieb. Aufgrund der mangelhaften Lüftung des Tunnels entstand verstärkt Kohlenstoffmonoxid als Verbrennungsprodukt, an dem das auf dem Zug befindliche Personal erstickte. Von Wattwil her wollte darauf eine Rettungskolonne mit Atemschutzgeräten zu Hilfe kommen, blieb aber ebenfalls stecken und drei der Retter kamen dabei ums Leben. Insgesamt 9 Bahnbedienstete erstickten im Tunnel.
Am 7. Mai 1927 wurde der elektrische Betrieb auf der Strecke Rapperswil–Wattwil und im Tunnel aufgenommen.

## Sanierung
Im Jahr 2013 wurde der zur Infrastruktur der SBB gehörende Rickentunnel zwischen März und September umfassend saniert. Die Sanierungskosten betrugen rund 18 Millionen Schweizer Franken (Stand März 2013).
Erneuert wurden die Tunnelsohle und das Gleisbett auf einer Länge von 1,5 Kilometern. Zudem mussten auf einer Länge von 900 Metern neue Entwässerungsleitungen erstellt werden.
Während der Sommerferien der Schulen im Kanton St. Gallen wurde der Tunnel komplett gesperrt, weil in dieser Zeit weniger Passagiere unterwegs sind. Während der Sperrung verlängerte sich die Reisezeit zwischen Rapperswil und St. Gallen im Normalfall um rund 30 Minuten. In der Vor- und Nachphase der Totalsperrung zwischen dem 17. März und dem 6. September 2013 wurde nachts ab ca. 21.40 Uhr am Tunnel gearbeitet.